# 녹스 해안
녹스 해안(Knox Coast)은 남극 윌크스랜드에 있는 해안으로, 호던 곶과 해치 섬 사이에 위치하고 있다. 녹스 해안은 1840년 2월 찰스 윌크스가 지휘하는 미국 탐험 원정대가 발견하였으며, 플라잉 피시 호의 함장 새뮤얼 R. 녹스의 이름을 따서 명명되었다.